# 1952년 하계 올림픽 영국령 기아나 선수단
영국령 기아나는 1952년 7월 19일부터 8월 3일까지 핀란드 헬싱키에서 열린 제15회 하계 올림픽에 선수단을 파견했다. 역도 한 종목에 한 선수가 참가했지만 메달을 따지는 못했다. 1948년 대회에 이어 두 번째 올림픽 참가였다.

## 역도
| 선수      | 세부 종목         | 추상    | 추상 | 인상    | 인상 | 용상  | 용상 | 합계    | 합계 |
| 선수      | 세부 종목         | 기록    | 순위 | 기록    | 순위 | 기록  | 순위 | 기록    | 순위 |
| 세실 무어 | 남자 라이트헤비급 | 100.0kg | 18=  | 107.5kg | 14=  | 135.0 | 18   | 342,5kg | 17   |